# Stazione di Tetsudō Hakubutsukan
La stazione di Tetsudō Hakubutsukan (鉄道博物館駅?, Tetsudō Hakubutsukan-eki) è una fermata ferroviaria di Saitama, nella prefettura omonima e si trova a Ōmiya-ku. La stazione prende il nome dal Museo delle Ferrovie di Saitama, uno dei più grandi nel suo genere in Giappone, ed è ad esso direttamente collegata.

## Storia
La stazione venne aperta il 22 dicembre 1983 con il nome di stazione di Ōnari (大成駅?, Ōnari-eki) in concomitanza con l'inaugurazione della linea Ina.
Il nome attuale è presente dal 2007, quando, in occasione dell'apertura del museo ferroviario, la stazione è stata quasi totalmente rinnovata.

## Linee e servizi
Saitama New Urban Transit
● Linea Ina (New Shuttle)

## Struttura
La stazione è realizzata lungo il viadotto del Tōhoku Shinkansen, e presenta la particolarità di avere un marciapiede con un singolo binario per senso di marcia per lato, con in mezzo i binari dei treni ad alta velocità.
| 1 | ■ Linea Ina (New Shuttle) | per Maruyama e Uchijuku |
| 2 | ■ Linea Ina (New Shuttle) | per Ōmiya               |

## Stazioni adiacenti
| «         | Servizio      | »          |
| Linea Ina | Linea Ina     | Linea Ina  |
| --------- | ------------- | ---------- |
| Ōmiya     | Tutti i treni | Kamonomiya |